# Iringa (region)

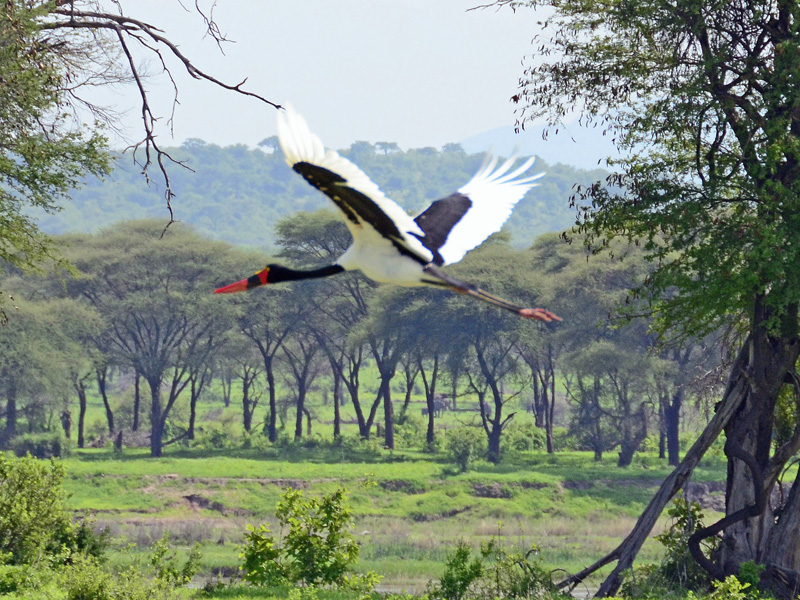
Sadelnäbbstork i Ruaha nationalpark

Iringa är en av Tanzanias 30 regioner och är belägen i den södra delen av landet. Administrativ huvudort är staden Iringa.
Regionen omfattar bland annat Tanzanias största nationalpark, Ruaha nationalpark.

## Administrativ indelning
Regionen är indelad i fyra distrikt:
- Iringa landsbygd
- Iringa stad
- Kilolo
- Mufindi

## Urbanisering
Iringa är regionens största stad, med ytterligare två orter med över 10 000 invånare. 
| Ort     | Distrikt    | Invånarantal 2002 |
| ------- | ----------- | ----------------- |
| Iringa  | Iringa stad | 102 208           |
| Ilula   | Kilolo      | 17 065            |
| Mafinga | Mufindi     | 16 612            |